# Johannes Peter Frederik Kønigsfeldt
Johannes Peter Frederik Kønigsfeldt (18. marts 1812 i København–16. februar 1876 sammesteds) var en dansk historisk forfatter.
Kønigsfeldt blev cand. theol. 1839, samme år adjunkt ved Frederiksborg lærde Skole, fik 1857 titel af overlærer og tog 1873 afsked. Han udfoldede en omfattende og fortjenstfuld genealogisk-kronologisk forfattervirksomhed. Hans Genealogisk-historiske Tabeller over de nordiske Rigers Kongeslægter (1856) må navnlig nævnes som en stadig uundværlig, ypperlig håndbog for læg og lærd. Han tog såvel den ældre som den nyeste tid under behandling, var historisk medarbejder ved Traps Danmark og medudgiver af 2. udgave af Nordisk Konversationsleksikon.